# Yayuk Basuki
Yayuk Basuki (Yogyakarta, 30 novembre 1970) è un'ex tennista, telecronista sportiva e politica indonesiana.

## Biografia
Professionista dal 1990, è stata la prima tennista del suo Paese a vincere un torneo WTA (Pattaya 1991). Per tutta la carriera è stata allenata dal connazionale ed ex tennista professionista Hary Suharyadi, che nel 1994 è divenuto anche suo marito. In costante progresso ha offerto le sue migliori prestazioni nel 1993 e nel 1994, biennio che l'ha vista vincere quattro titoli in singolare. 
Fino al 1997 è rimasta tra le prime 30 a livello mondiale, e in quell'anno ha raggiunto i quarti di finale a Wimbledon, oltre che il suo miglior piazzamento nel ranking WTA (diciannovesima).
Più irregolare in seguito, ha dato alla luce un bambino nel settembre 1999, rientrando nel circuito l'anno successivo, ma da allora la sua attività di singolarista è cessata quasi del tutto. Ha continuato a lungo invece a giocare in doppio: l'ultima sua apparizione è stata nel gennaio 2010 agli Australian Open, dove ha affiancato la veterana giapponese Kimiko Date. Ha ufficializzato il ritiro nel 2013, a 43 anni.
Durante la sua carriera, Yayuk Basuki ha vinto quindici titoli WTA, di cui sei come singolarista. Ha sconfitto spesso avversarie meglio quotate, tra cui Martina Hingis. Come singolarista ha anche preso parte a quattro Olimpiadi: Seul 1988, Barcellona 1992, Atlanta 1996 (dove è arrivata ai quarti di finale) e Sydney 2000.
Yayuk Basuki vive tuttora in Indonesia, dove commenta telecronache di tennis: è inoltre consulente presso il Ministero dello Sport. Dal 2014 al 2019 ha fatto parte della Camera dei rappresentanti del popolo per il PAN, una formazione politica di centrodestra.

## Statistiche

### Risultati in progressione
| Sigla | Risultato               |
| ----- | ----------------------- |
| V     | Vincitore               |
| F     | Finalista               |
| SF    | Semifinalista           |
| O     | Oro olimpico            |
| A     | Argento olimpico        |
| SF    | Bronzo olimpico         |
| QF    | Quarti di Finale        |
| 4T    | Quarto turno            |
| 3T    | Terzo turno             |
| 2T    | Secondo turno           |
| 1T    | Primo turno             |
| RR    | Round Robin             |
| LQ    | Turno di qualificazione |
| A     | Assente                 |
| ND    | Non disputato           |

| Legenda superfici    |
| -------------------- |
| Cemento              |
| Terra battuta        |
| Erba                 |
| Superficie variabile |

#### Singolare nei tornei del Grande Slam
| Torneo          | 1991 | 1992 | 1993 | 1994 | 1995 | 1996 | 1997 | 1998 | 1999 | 2000 | 2001 | 2002 | 2003 | 2004 | 2005 | 2006 | 2007 | 2008 | 2009 | 2010 | 2011 | 2012 | 2013 |
| --------------- | ---- | ---- | ---- | ---- | ---- | ---- | ---- | ---- | ---- | ---- | ---- | ---- | ---- | ---- | ---- | ---- | ---- | ---- | ---- | ---- | ---- | ---- | ---- |
| Australian Open | A    | 3T   | 1T   | 2T   | 3T   | 1T   | 2T   | 4T   | 1T   | A    | A    | A    | A    | A    | A    | A    | A    | A    | A    | A    | A    | A    | A    |
| Open di Francia | 1T   | A    | 2T   | A    | 1T   | 3T   | 2T   | 1T   | A    | A    | A    | A    | A    | A    | A    | A    | A    | A    | A    | A    | A    | A    | A    |
| Wimbledon       | 3T   | 4T   | 4T   | 4T   | 4T   | 1T   | QF   | 3T   | A    | 3T   | A    | A    | A    | A    | A    | A    | A    | A    | A    | A    | A    | A    | A    |
| US Open         | 2T   | 1T   | 1T   | 1T   | 1T   | 1T   | 2T   | 1T   | A    | A    | A    | A    | A    | A    | A    | A    | A    | A    | A    | A    | A    | A    | A    |

#### Doppio nei tornei del Grande Slam
| Torneo          | 1991 | 1992 | 1993 | 1994 | 1995 | 1996 | 1997 | 1998 | 1999 | 2000 | 2001 | 2002 | 2003 | 2004 | 2005 | 2006 | 2007 | 2008 | 2009 | 2010 | 2011 | 2012 | 2013 |
| --------------- | ---- | ---- | ---- | ---- | ---- | ---- | ---- | ---- | ---- | ---- | ---- | ---- | ---- | ---- | ---- | ---- | ---- | ---- | ---- | ---- | ---- | ---- | ---- |
| Australian Open | 1T   | 2T   | 3T   | 1T   | 1T   | QF   | 2T   | 3T   | QF   | 1T   | 1T   | A    | A    | A    | A    | A    | A    | A    | A    | 1T   | A    | A    | A    |
| Open di Francia | 2T   | A    | 1T   | A    | 1T   | 3T   | QF   | 3T   | A    | A    | A    | A    | A    | A    | A    | A    | A    | A    | A    | A    | A    | A    | A    |
| Wimbledon       | 1T   | 2T   | 3T   | 3T   | 1T   | QF   | 3T   | 3T   | A    | A    | 2T   | A    | A    | A    | A    | A    | A    | A    | A    | A    | A    | A    | A    |
| US Open         | QF   | 2T   | SF   | 2T   | 1T   | 3T   | QF   | 2T   | A    | A    | 1T   | A    | A    | A    | A    | A    | A    | A    | A    | A    | A    | A    | A    |

#### Doppio misto nei tornei del Grande Slam
| Torneo          | 1991 | 1992 | 1993 | 1994 | 1995 | 1996 | 1997 | 1998 | 1999 | 2000 | 2001 | 2002 | 2003 | 2004 | 2005 | 2006 | 2007 | 2008 | 2009 | 2010 | 2011 | 2012 | 2013 |
| --------------- | ---- | ---- | ---- | ---- | ---- | ---- | ---- | ---- | ---- | ---- | ---- | ---- | ---- | ---- | ---- | ---- | ---- | ---- | ---- | ---- | ---- | ---- | ---- |
| Australian Open | A    | A    | A    | A    | A    | A    | 1T   | A    | 1T   | 2T   | A    | A    | A    | A    | A    | A    | A    | A    | A    | A    | A    | A    | A    |
| Open di Francia | A    | A    | A    | A    | QF   | 2T   | 2T   | 2T   | A    | A    | A    | A    | A    | A    | A    | A    | A    | A    | A    | A    | A    | A    | A    |
| Wimbledon       | A    | A    | A    | 3T   | 1T   | 1T   | QF   | 1T   | A    | A    | A    | A    | A    | A    | A    | A    | A    | A    | A    | A    | A    | A    | A    |
| US Open         | A    | A    | A    | 1T   | 1T   | A    | 2T   | 1T   | A    | A    | A    | A    | A    | A    | A    | A    | A    | A    | A    | A    | A    | A    | A    |